# Tricalysia jasminiflora
Tricalysia jasminiflora là một loài thực vật có hoa trong họ Thiến thảo. Loài này được (Klotzsch) Benth. & Hook.f. ex Hiern miêu tả khoa học đầu tiên năm 1877.